# Троян Радулов
Троян Радулов е български футболист, полузащитник. Висок е 178 см и тежи 73 кг. Играл е за Септември, Велбъжд, Славия, Конелиано и Видима-Раковски. От есента на 2006 г. играе за Спартак (Варна), договорът му е до 2007 г.

## Статистика по сезони
- Септември – 1993/94 – Б група, 10 мача/2 гола
- Септември – 1994/95 – Б група, 19/6
- Септември – 1995/96 – Б група, 27/10
- Велбъжд – 1996/ес. - A група, 11/2
- Септември – 1997/пр. - Б група, 14/3
- Септември – 1997/98 – Б група, 26/5
- Славия – 1999/пр. - A група, 6/0
- Славия – 1999/00 – A група, 12/2
- Славия – 2000/01 – A група, 19/0
- Конелиано – 2001/02 – В група, 23/7
- Видима-Раковски – 2002/03 – Б група, 24/3
- Видима-Раковски – 2003/04 – A група, 28/2
- Видима-Раковски – 2004/05 – A група, 29/3
- Видима-Раковски – 2005/06 – Б група, 23/2
- Спартак (Варна) – 2006/ес. – A група, 12/0